# Stuhleck
Stuhleck est une station de ski de taille moyenne, située à proximité du col de Semmering et de Spital am Semmering, dans le nord-est du Land de Styrie en Autriche.
Le domaine skiable de Stuhleck est le plus vaste ainsi que le plus fréquenté à l'est des Alpes. Sa situation en bord d'autoroute - la capitale Vienne n'est qu'à environ une heure de route - en fait la station préférée des Viennois. Les week-ends, le domaine est de fait souvent proche de la saturation.
Doté notamment de quatre télésièges débrayables, le domaine est desservi par des remontées mécaniques modernes assurant un fort débit. En plus de pistes relativement larges et majoritairement accessibles aux débutants, la station offre une piste de luge de cinq kilomètres. Si le manteau neigeux naturel le permet, il existe quelques possibilités de ski hors-pistes en forêt.
La première remontée mécanique fut inaugurée le 30 juin 1960.
Stuhleck est membre des regroupements de stations de ski Skiregion Ostalpen et Steiermark Joker.